# Aldehuela de la Bóveda
Aldehuela de la Bóveda település Spanyolországban, Salamanca tartományban. Aldehuela de la Bóveda Matilla de los Caños del Río, Villalba de los Llanos, Sanchón de la Sagrada, Carrascal del Obispo, San Muñoz, La Fuente de San Esteban, Garcirrey, Buenamadre, Tabera de Abajo és Robliza de Cojos községekkel határos. Lakosainak száma 265 fő (2024).

## Népesség
A település népessége az elmúlt években az alábbi módon változott:
| Lakosok száma | 351  | 341  | 336  | 327  | 300  | 303  | 289  | 275  | 285  | 265  |
|               | 2001 | 2004 | 2007 | 2009 | 2012 | 2014 | 2017 | 2019 | 2022 | 2024 |